# جورج دبليو. كوش
جورج دبليو. كوش (بالإنجليزية: George W. Koch)‏ هو شخصية أعمال وفلاح وسياسي أمريكي، ولد في 11 سبتمبر 1871، وتوفي في 21 أبريل 1908. حزبياً، نشط في الحزب الجمهوري. وقد انتخب عضو جمعية ولاية ويسكونسن.